# Nupserha quadricostata
Nupserha quadricostata là một loài bọ cánh cứng trong họ Cerambycidae.